# Züllsdorf
Züllsdorf ist ein Ortsteil der amtsfreien Stadt Herzberg (Elster) im Landkreis Elbe-Elster in Brandenburg.

## Lage
Drei Straßen verbinden den Ort im Süden mit der alten Poststraße Leipzig–Frankfurt (Oder), der heutigen B 87.
Mit den beiden Orten Löhsten (3 km) und Döbrichau (5 km) bildet Züllsdorf eine große Ackerinsel inmitten der Annaburger Heide. Die Landschaft ist ein altes Sumpfgebiet zwischen Elbe und Schwarzer Elster. Westlich des Ortes befindet sich das Dreiländereck zwischen den Bundesländern Brandenburg, Sachsen und Sachsen-Anhalt.

## Geschichte

Züllsdorf auf einer geschichtlichen Karte des Kreises Liebenwerda (1910).

### Ortsname und Ersterwähnung
Das Angerdorf ist 1284 erstmals urkundlich erwähnt worden. Vermutlich von deutsch-flämischen Siedlern erweitert, neben einer sorbischen Urbevölkerung.
Frühere Schreibweisen lauten: Czolstorff, Zulsdorff, Sulzdorf, Zülßdorf, Zilßdorf.

### Ortsgeschichte
Vom 15. Jahrhundert bis 1815 gehörte Züllsdorf zu Lochau, dem späteren Amt Annaburg und damit zum Kurfürstentum Sachsen. 1550 lebten hier 22 „besessene Mannen“, darunter 18 Anspänner (Hüfner), 3 Gärtner und 1 Lehnrichter.
Im Mittelalter existierten noch im Westteil der Gemarkung die Siedlungen Erbleih, Friedewald und Große, die seit 1550 als „wüste Marken“ erwähnt sind. Züllsdorf ist wahrscheinlich aus diesen Siedlungen hervorgegangen. Auch die neue Ansiedlung wurde in den vielen Kriegen immer wieder zerstört.
Außer vom Ackerbau und Wiesennutzung lebten die Einwohner vom Holz der Annaburger Heide sowie von der Gewinnung von Raseneisenstein und vom Pechbrennen. Die Wegebezeichnungen „Pechweg“ und „Pechdamm“ erinnern noch heute daran. Die Pechhütte wurde über Generationen hinweg von den Familien Schlobach betrieben, die auch mehrere Amtsvorsteher stellten. Neben den Pechbrennern gab es auch noch ein paar Zeidler, die Imker der damaligen Zeit, denn Wachs für die Kerzen und Honig zum Süßen waren sehr begehrt.
Ab 1816 (nach dem Wiener Kongress) gehörte der Ort zum Kreis Torgau und damit zur preußischen Provinz Sachsen im Regierungsbezirk Merseburg. Nach der politischen Wende 1990 entschieden sich die ca. 650 Einwohner (größter Gemeindeteil Herzbergs außer der Kernstadt) 1992 für die Zugehörigkeit zu Herzberg und damit zum Bundesland Brandenburg.
Bis 1815 gehörte der Ort zum Amt Annaburg. 1912 tauschte das Rittergut Saathain aufgekaufte Bauernwälder in Züllsdorf gegen einen königlichen Forstbezirk im Oppach.

## Kultur und Sehenswürdigkeiten

### Dorfkirche
Bereits für das Jahr 1339 ist für den Ort eine eigene Kirche urkundlich nachgewiesen. Ein Fachwerkbau brannte 1637 im Dreißigjährigen Krieg ab. Nach dem Krieg wurde im Jahre 1670 erneut eine Kirche errichtet.  Dieser Fachwerkbau fiel im Jahre 1855 einem Feuer zum Opfer. Schon zwei Jahre folgte auf dem Dorfanger die Errichtung eines Nachfolgebaus. Bei dem heute zu sehenden Bauwerk, handelt es sich um eine im neugotischen Stil errichtete Kirche aus Feldsteinen, die im Jahre 1857 eingeweiht werden konnte. Für die Entwürfe zeichnete der damalige Torgauer  Bauinspector Dolscius verantwortlich. Die Kirche ist heute im örtlichen Denkmalverzeichnis eingetragen.

### Weitere Denkmäler
Ein weiteres eingetragenes Denkmal ist in der Züllsdorfer Mittelstraße 2 zu finden. Dabei handelt es sich um ein im Jahre 1821 errichtetes Wohnhaus. An der Rückseite des Fachwerkbaus befindet sich ein Stallgebäude mit Oberlaube.
Unmittelbar neben der Kirche befindet sich ein Gefallenendenkmal für die im Ersten und Zweiten Weltkrieg gefallenen Dorfbewohner.

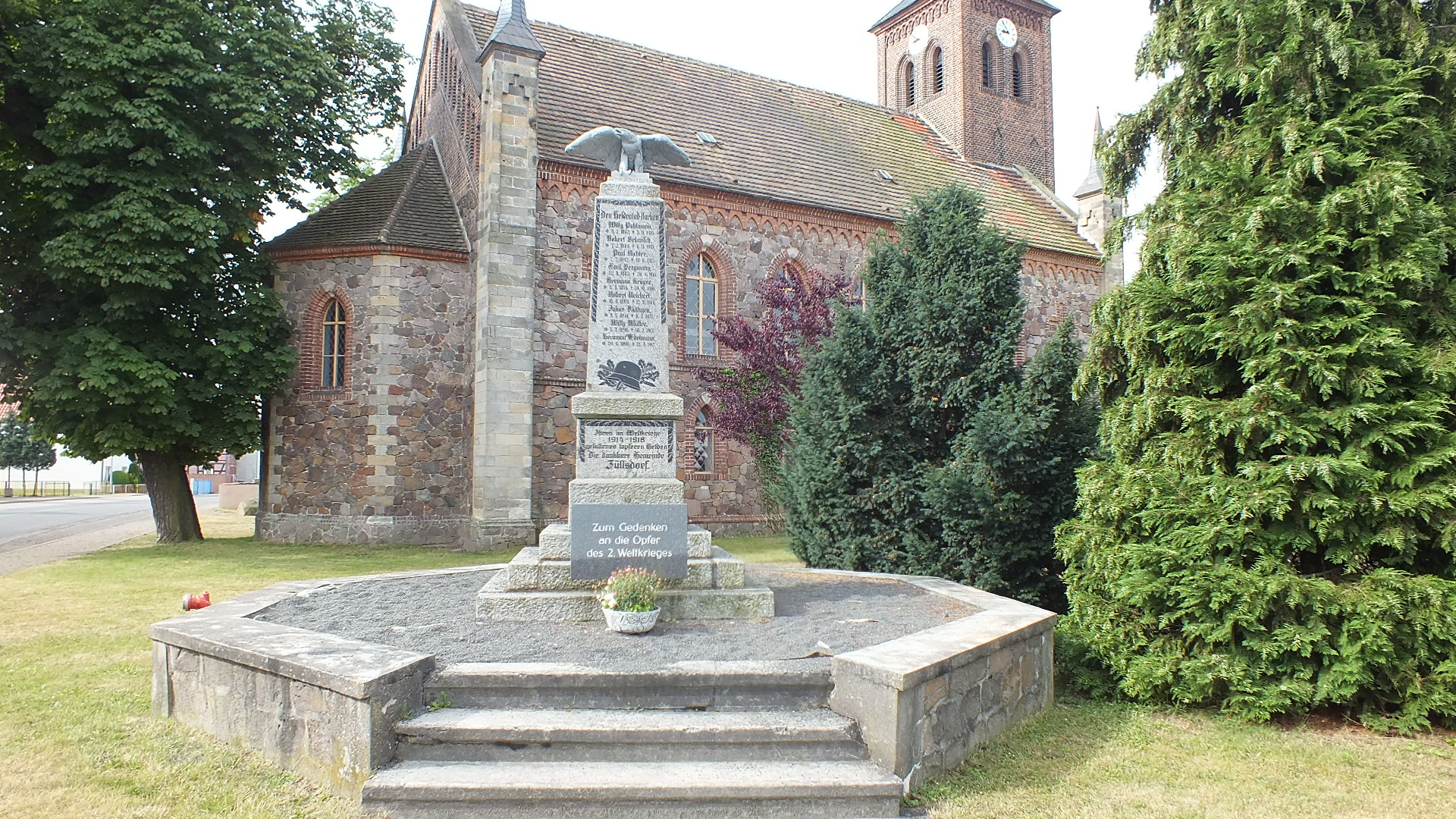